# Stazione di Mezzani-Rondani
Stazione di Mezzani-Rondani vasútállomás Olaszországban, Colorno településen.

## Vasútvonalak
Az állomást az alábbi vasútvonalak érintik:
- Brescia–Parma-vasútvonal

## Kapcsolódó állomások
A vasútállomáshoz az alábbi állomások vannak a legközelebb:
- Stazione di Colorno
- Stazione di Casalmaggiore